# Österrödjeberget
Österrödjeberget är en kulle i Finland.   Den ligger i den ekonomiska regionen  Raseborg  och landskapet Nyland, i den södra delen av landet, 110 km väster om huvudstaden Helsingfors. Toppen på Österrödjeberget är 50 meter över havet.
Terrängen runt Österrödjeberget är platt. Havet är nära Österrödjeberget åt sydväst.  Närmaste större samhälle är Hangö, 12,4 km söder om Österrödjeberget. 